# Leapmotor
A Leapmotor  (kínai írással 零跑, egyszerűsített kínai írással 零跑汽车, hagyományos kínai írással 零跑汽車, pinjin átírással Líng pǎo qìchē, angolul Leap car) egy kínai autógyártó, amelynek székhelye Hangzhou (Hangcsou)ban, Kínában található, és elektromos járművek fejlesztésére szakosodott. 

## Története
2015-ben alapították a céget, és csak 2019-ben kezdett autókat gyártani. 2023-ban 21%-át megvette a Stellantis 1,5 milliárd euróért.

## Modellek
- Leapmotor S01
- Leapmotor T03
- Leapmotor C11
- Leapmotor C01
- Leapmotor C10
- Leapmotor C16
- Leapmotor B01

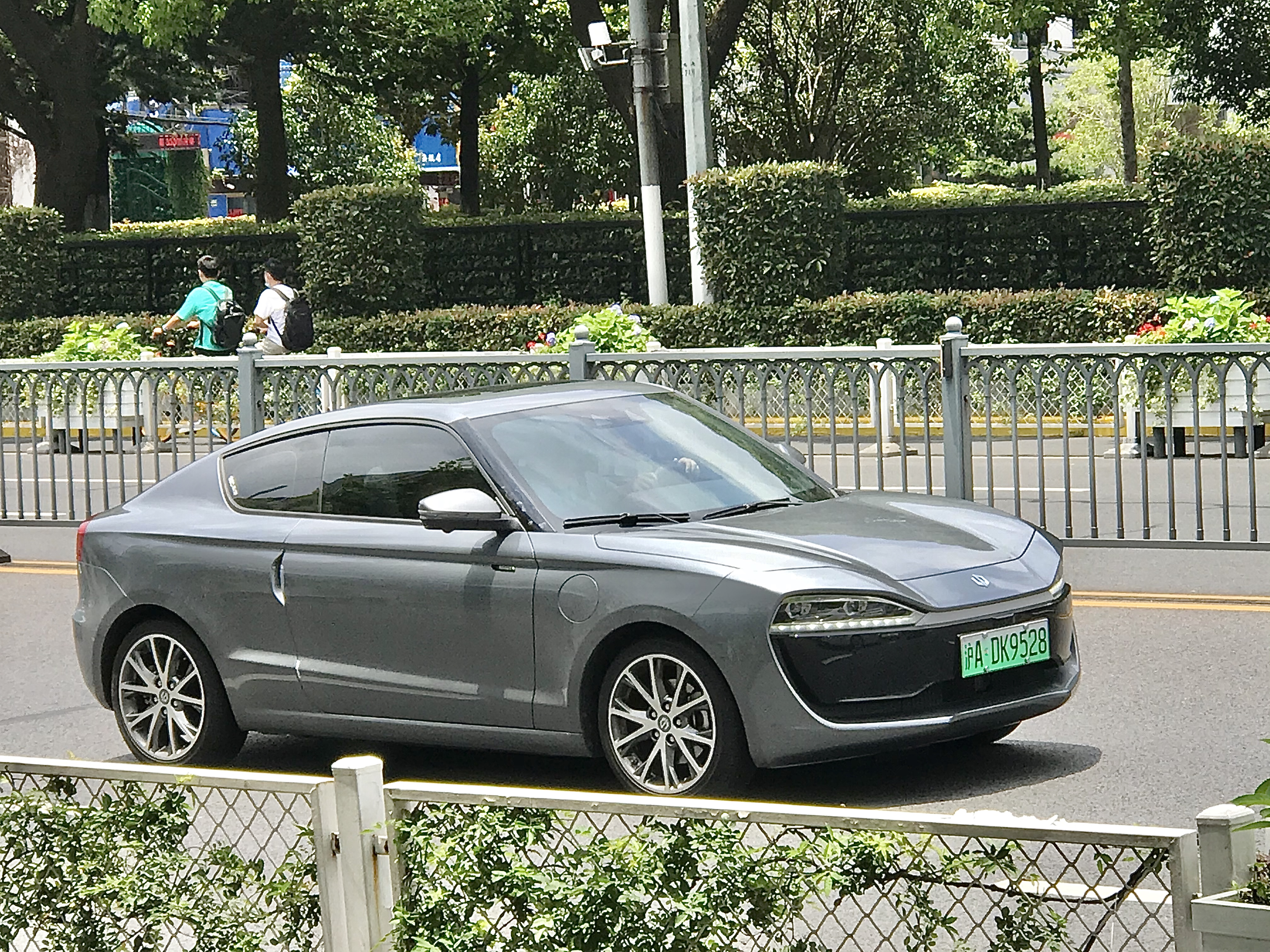
S01
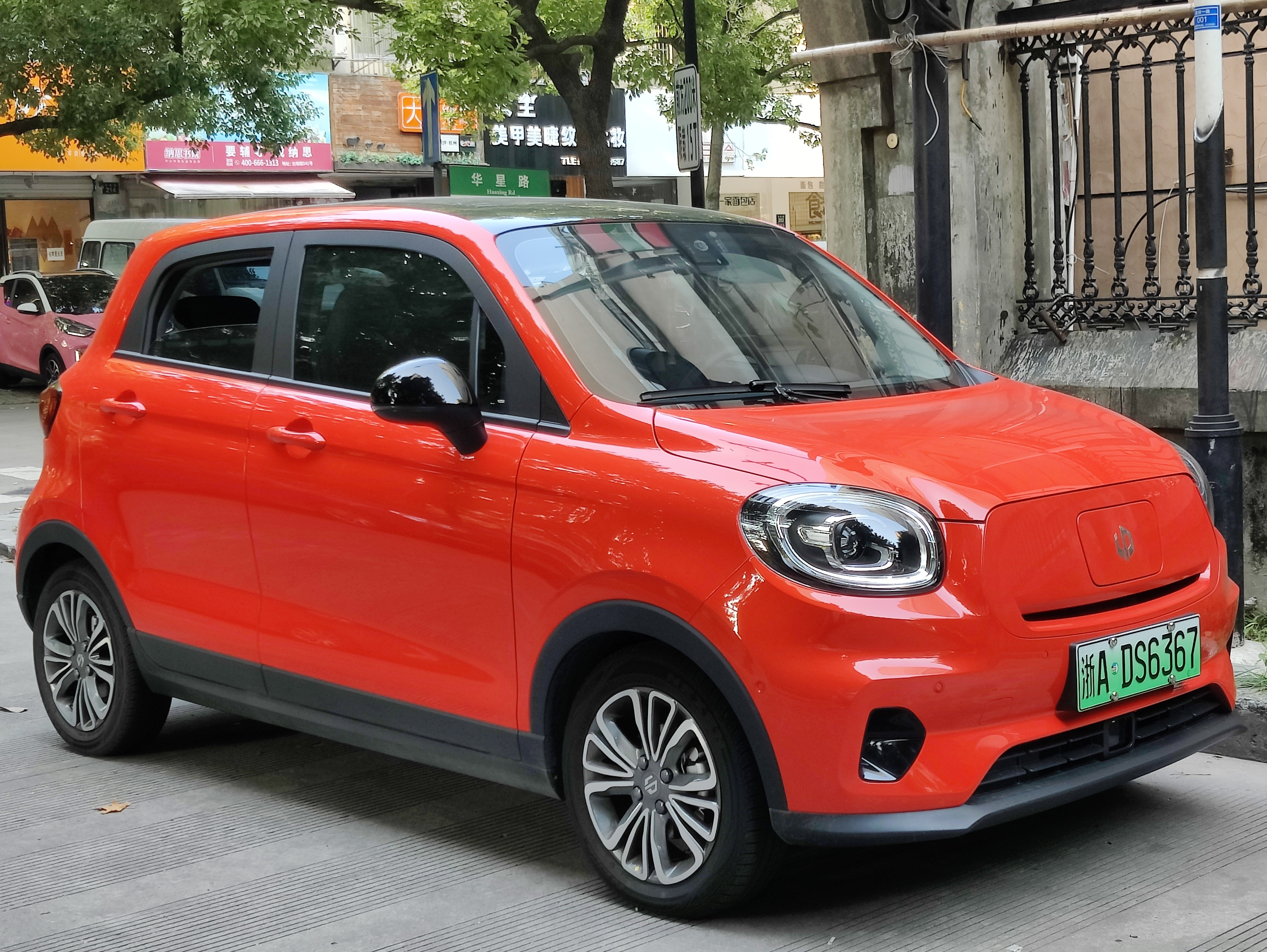
T03
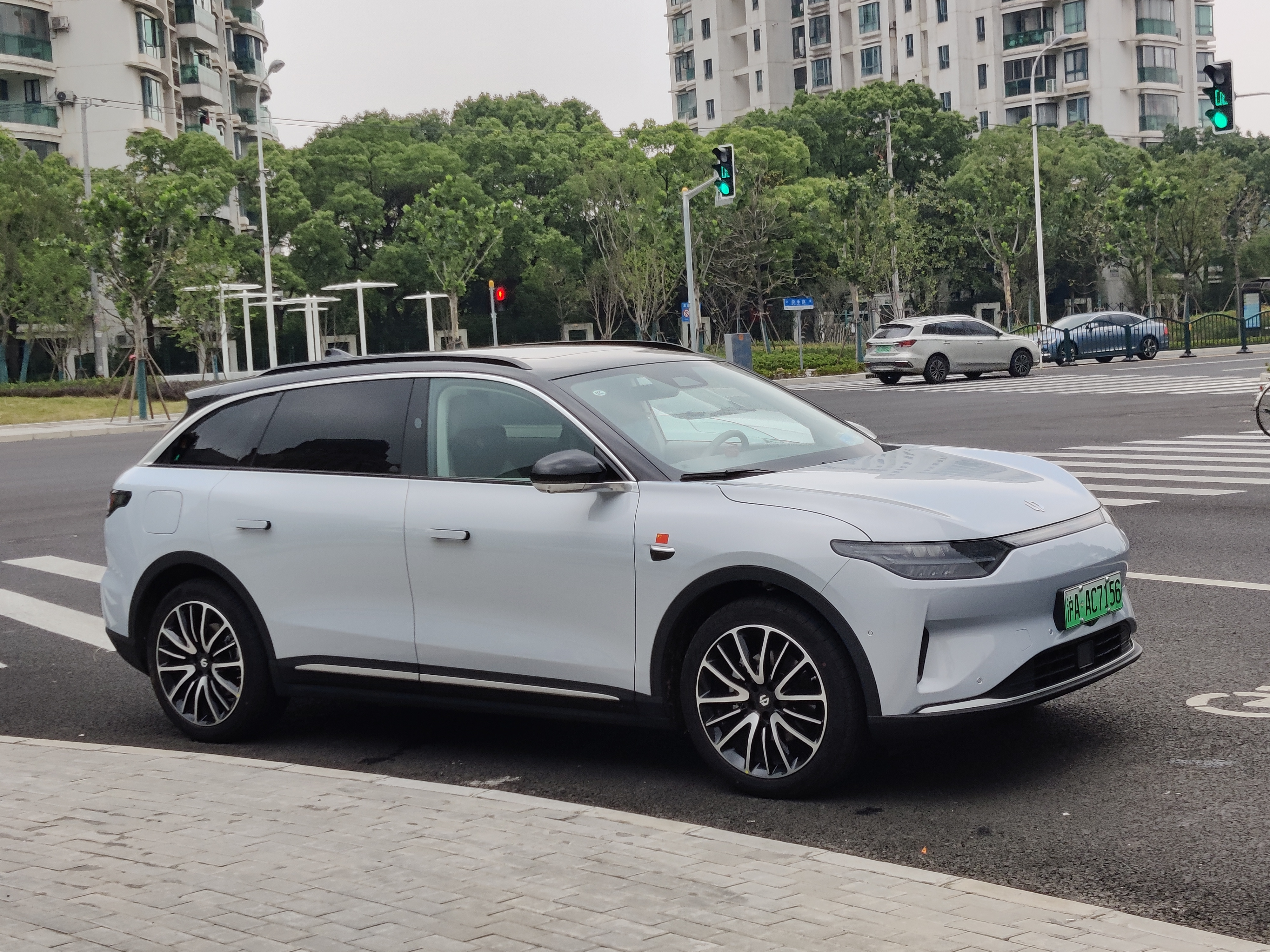
C11
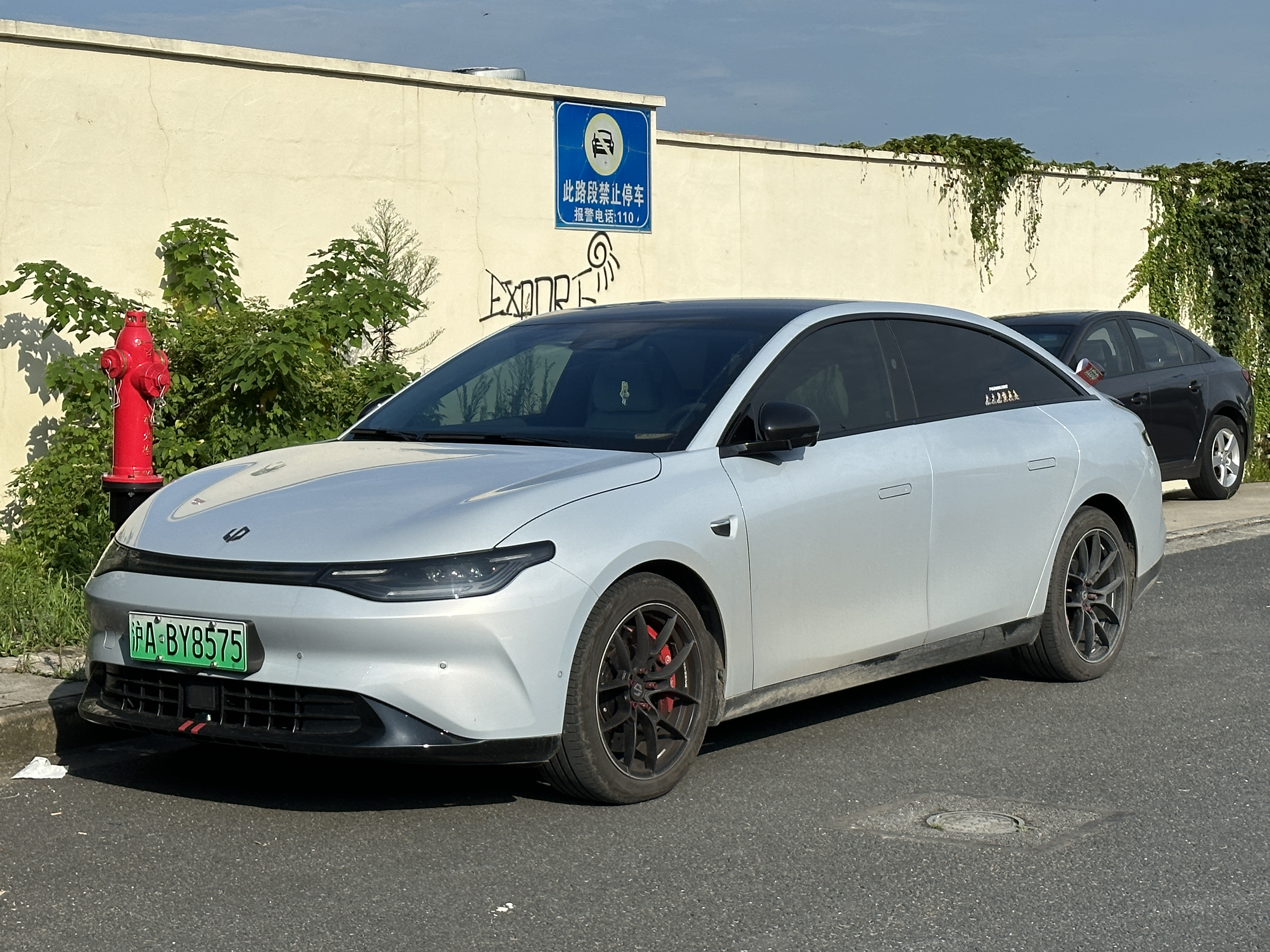
C01
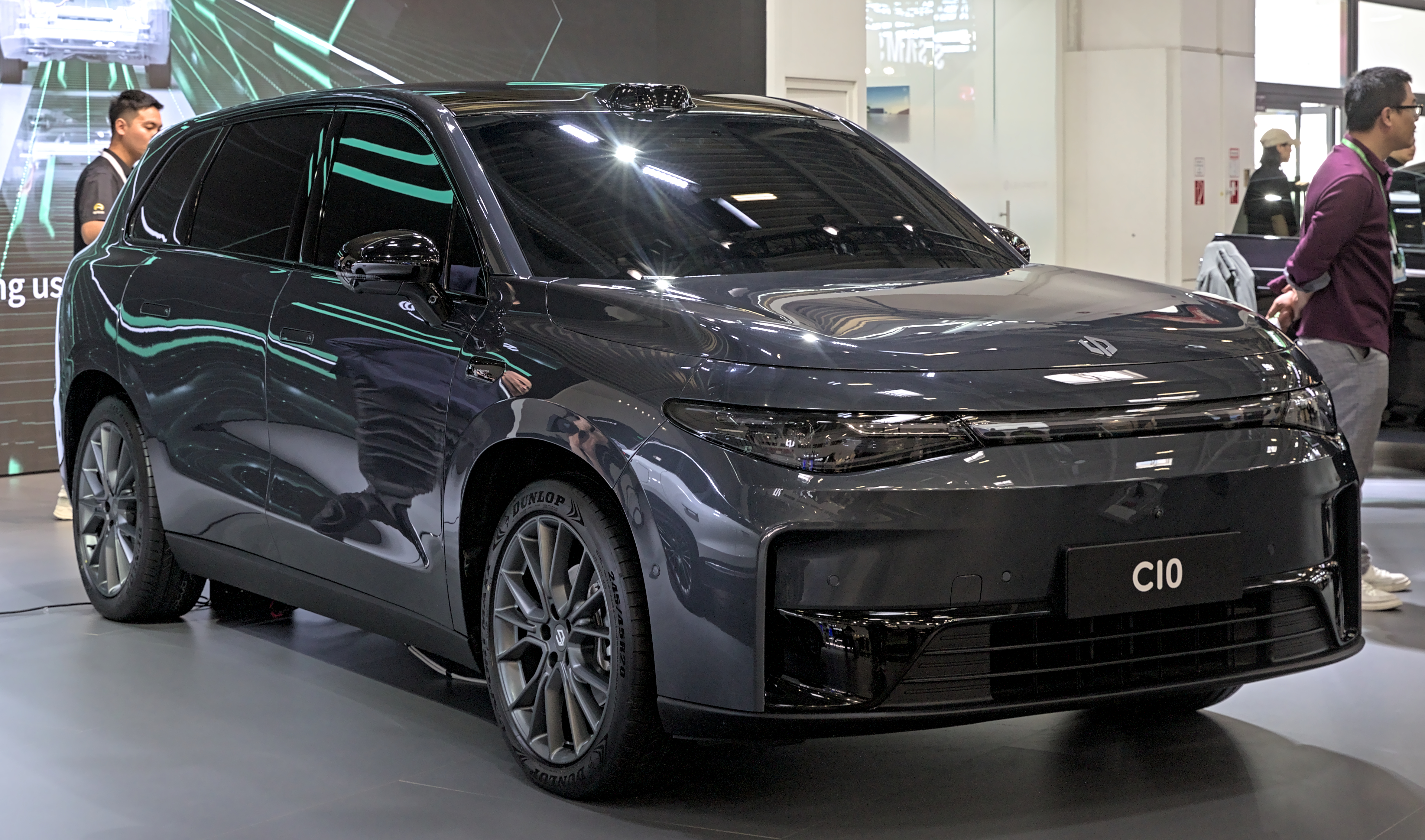
C10

## Eladások
| Év   | Eladások |
| ---- | -------- |
| 2019 | 1000     |
| 2020 | 10 266   |
| 2021 | 43 121   |
| 2022 | 111 168  |
| 2023 | 144 155  |